# الفيلق الأوغسطي الثالث
الفيلق الأوغسطي الثالث (بالإنجليزية: Legio III Augusta)‏ هو الفيلق الروماني الوحيد المُعسكر في شمال أفريقيا الرومانية، أو ما يُسمى «المغرب القديم»، والذي أشارت إليه المصادر الكتابية والمادية بعدة تسميات: الفيلق الأوغسطي الثالث، الجيش الإفريقي، جيش مقاطعة أفريقيا والجيش الإفريقي، وتشكل النقائش والبقايا الأثرية مصدرنا الرئيسي في التعرف على تاريخيته.